# Teenage
Teenage è un film del 2013 diretto da Shrikanth HR.

## Trama
Il film racconta la storia dell'adolescente Aarya.